# 新維森巴赫河 (亨斯巴赫河支流)

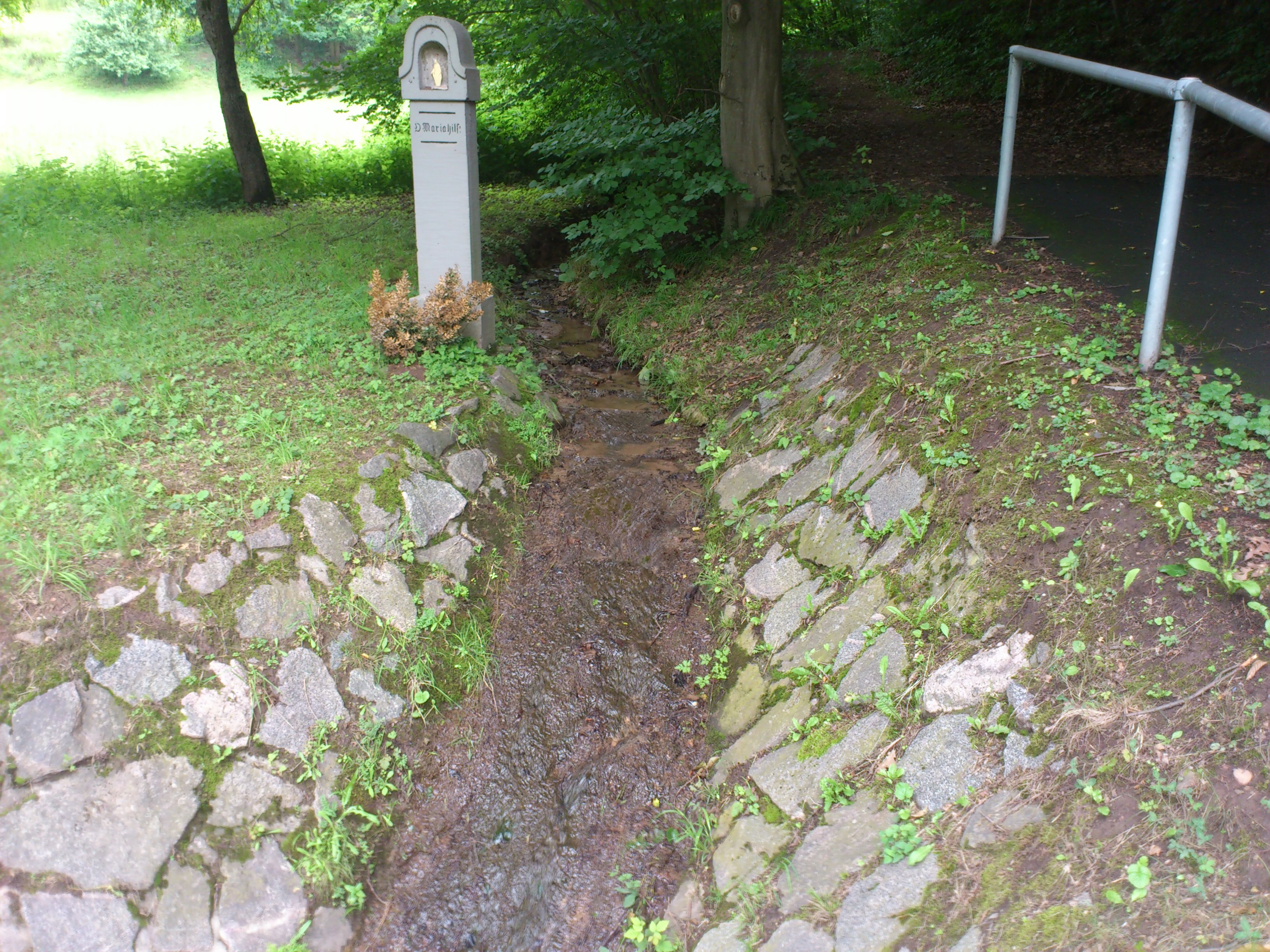

49°57′9.10″N 9°11′41.72″E / 49.9525278°N 9.1949222°E
新維森巴赫河（德語：Neuwiesenbach），是德國的河流，位於該國東南部，由巴伐利亞負責管轄，屬於亨斯巴赫河的右支流，河道全長0.7公里，流域面積0.4平方公里。